# Кадуб (річка)
Кадуб (Остриця) — річка в Україні, у Шаргородському районі Вінницької області. Права притока Лозової (басейн Дністра).

## Опис

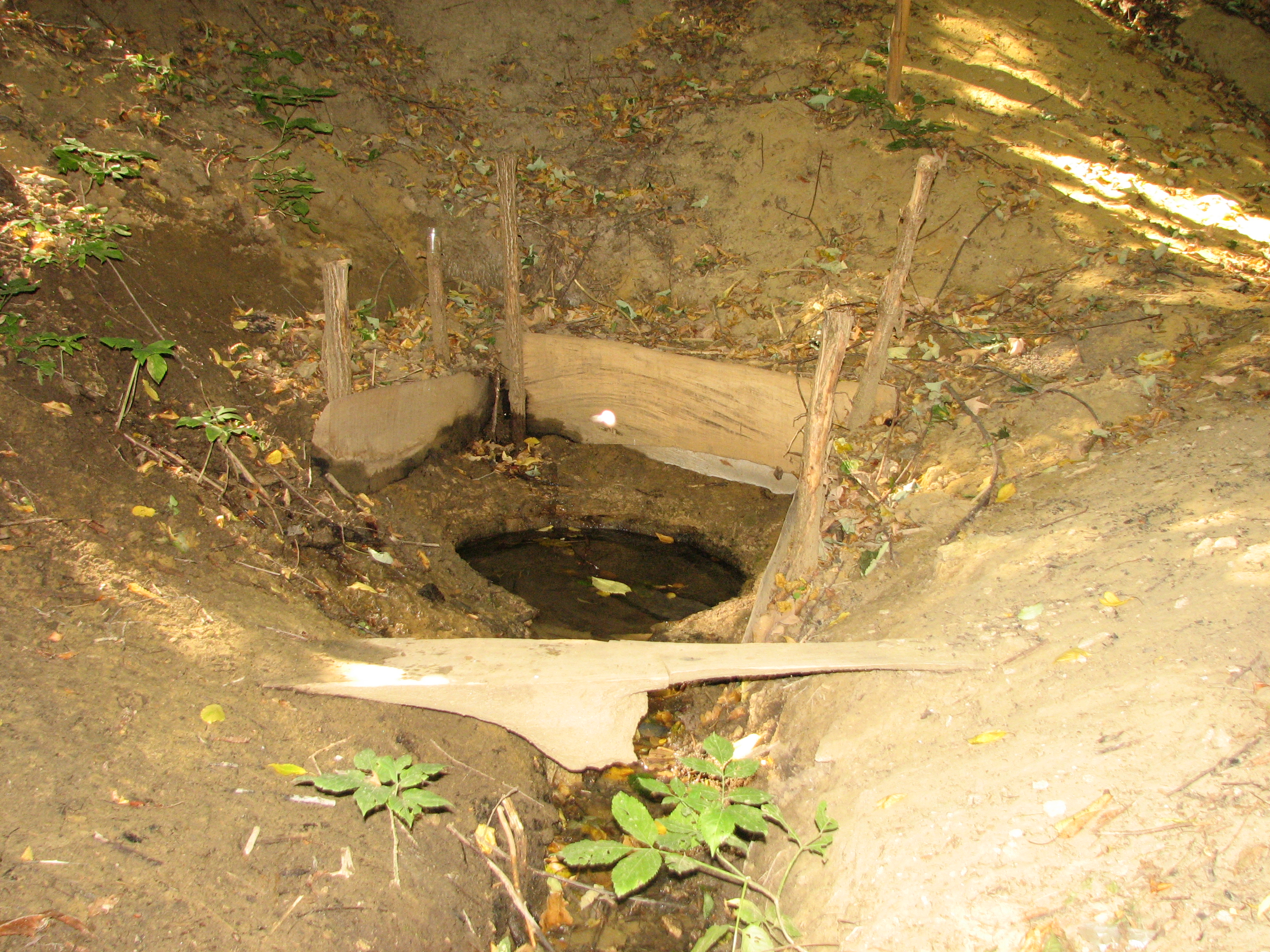
Джерело «Федірчик», що живить річку

Довжина річки приблизно 14 км. Висота витоку над рівнем моря — 282 м, висота гирла — 195 м, падіння річки — 87 м, похил річки — 6,22 м/км. Формується з багатьох безіменних струмків та водойм.

## Розташування
Бере початок на західній стороні від села Руданське. Тече переважно на південний схід через село Івашківці і в селі Лозова впадає в річку Лозову, праву притоку Мурафи.